# Isocapnia rickeri
Isocapnia rickeri är en bäcksländeart som beskrevs av Zenger och Baumann 2004. Isocapnia rickeri ingår i släktet Isocapnia och familjen småbäcksländor. Inga underarter finns listade i Catalogue of Life.